# Manleva
I Manleva sono un gruppo musicale indie pop-rock italiano, formatosi a Bologna nel 2018. 

## Storia
I Manleva nascono nel 2018 dalla collaborazione tra Andrea Signorelli (voce, basso) e Davide Del Monte (chitarra, cori)
Come dichiarato in un'intervista, il nome richiama volutamente il gesto della mano alzata, tratto dal significato francese del termine "main levée", così come rimanda al significato giudiziario del termine italiano. 
Nel 2020, dopo l'ingresso di Luca Bosi (pianoforte, tastiere), iniziano le registrazioni dei loro primi singoli presso il BlueBeet Studio di Reggio Emilia (di Alberto Paderni e Lucio Boiardi), poi raccolti nell'album del 2022 "Passaggi Dentro Casa"  insieme al duetto con Erica Sinacori "Viaggio Da Sola".  Ciascuno dei brani è accompagnato da un videoclip autoprodotto sotto lo pseudonimo "Granpa Production". 
Nel 2022 inizia la collaborazione con l'agenzia di booking e management "Anthill" (di Davide Motta), con la quale salgono sul palco per i primi concerti. 
A partire dal 2024 vengono pubblicati 4 singoli registrati nei due anni precedenti, raccolti nell'EP "Con La Mano Alzata pt.1". Nello stesso anno la band partecipa alla sesta edizione del Festival Via Emilia, vincendo il primo premio (Premio Cersaie) con il singolo "Panoramica" .
Nel 2025 viene pubblicata "Non Lo Sa Nessuno", in duetto per la seconda volta con Erica Sinacori. 
Dal 2022 in poi, il gruppo apre i concerti di artisti tra cui Meganoidi, Gem Boy + Cristina D'Avena, Tre Allegri Ragazzi Morti, Capovilla  

## Formazione
- Andrea Signorelli – voce, basso
- Davide Del Monte – chitarra, cori
- Luca Bosi – pianoforte, tastiere

Turnisti e collaborazioni:

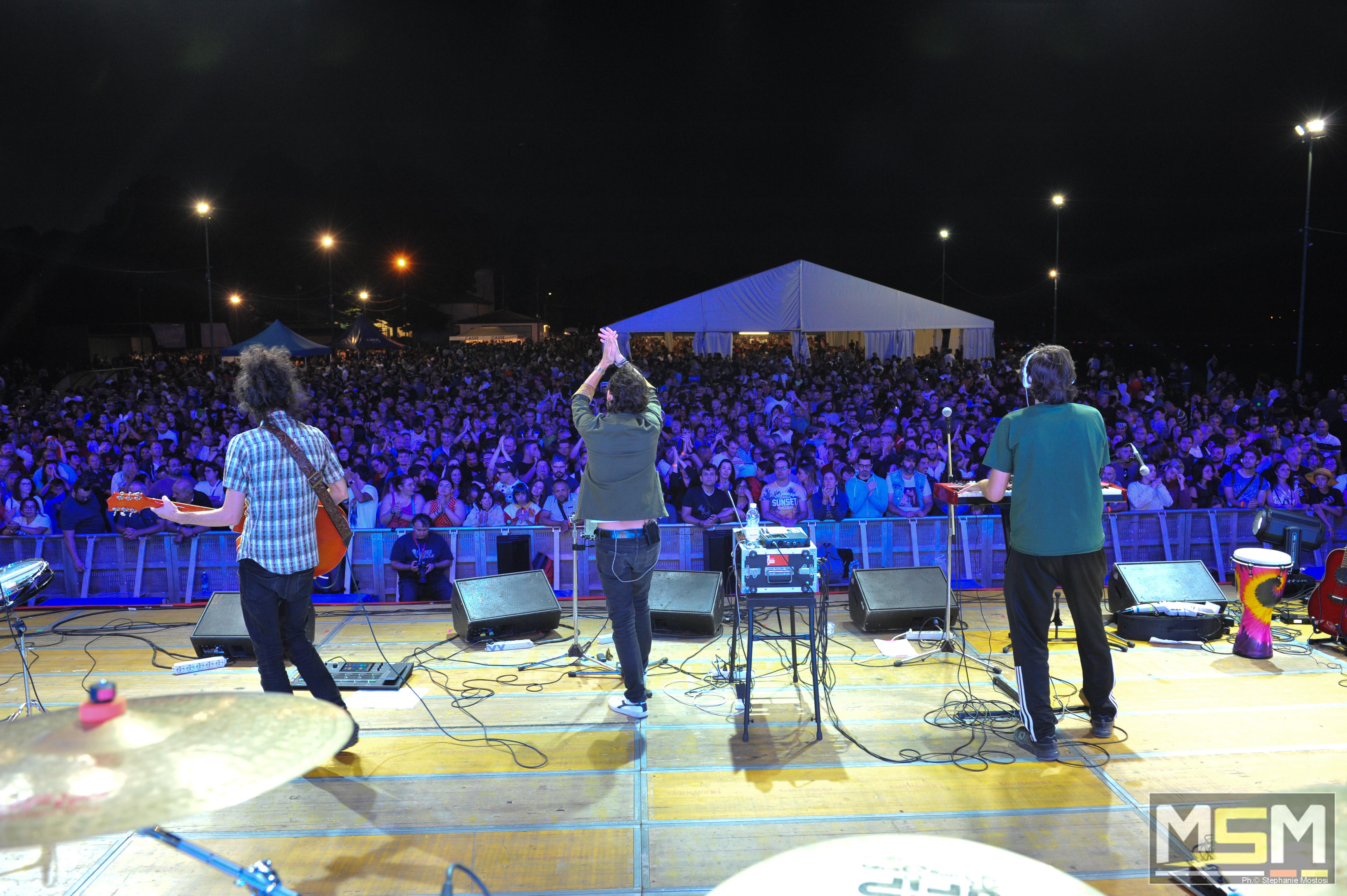
I Manleva in concerto al Malpaga Sound Musicfest (2023)

- Alberto Paderni – batteria ("Viaggio Da Sola", "Non Lo Sa Nessuno", album "Con La Mano Alzata")
- Nicole Barba – cori (album "Con La Mano Alzata")
- Erica Sinacori – voce e cori ("Viaggio Da Sola", "Non Lo Sa Nessuno")
- Matteo Pontegavelli – tromba ("Non Lo Sa Nessuno)
- Luca Orlandini – Sax ("Non Lo Sa Nessuno")

Ex membri:
- Massimo Colato – batteria (2020 – 2022)
- Andrea Rovituso – batteria (2022)

## Stile musicale
Lo stile dei Manleva si è evoluto nel tempo, da sonorità elettropop ad arrangiamenti indie-rock che rispecchiano la scena underground italiana. 

## Discografia

### Album in studio
- 2022 - Passaggi dentro casa

### EP
- 2025 - Con La Mano Alzata pt.1

### Singoli
- 2020 - Oggi Salvo Il Mondo Ma Domani Lavoro
- 2020 - Mayday
- 2020 - Trenta
- 2020 - Bruce Lee
- 2020 - Coriandoli
- 2020 - Un Giorno Di Più
- 2021 - Proposte Di Controdeduzioni
- 2021 - Cartolina
- 2021 - Onde
- 2022 - Viaggio Da Sola (feat. Erica Sinacori)
- 2024 - Panoramica
- 2024 - Bon Ton
- 2025 - Vizi
- 2025 - Valentino
- 2025 - Non Lo Sa Nessuno (feat. Erica Sinacori)

### Video live
- 2021 - Lowdown Music Series

## Premi e riconoscimenti
- 2021 - Primo premio, Indie Rock Contest [3]
- 2024 - Primo premio, Festival Via Emilia [7]